# Estación de Champagne-Ardenne TGV

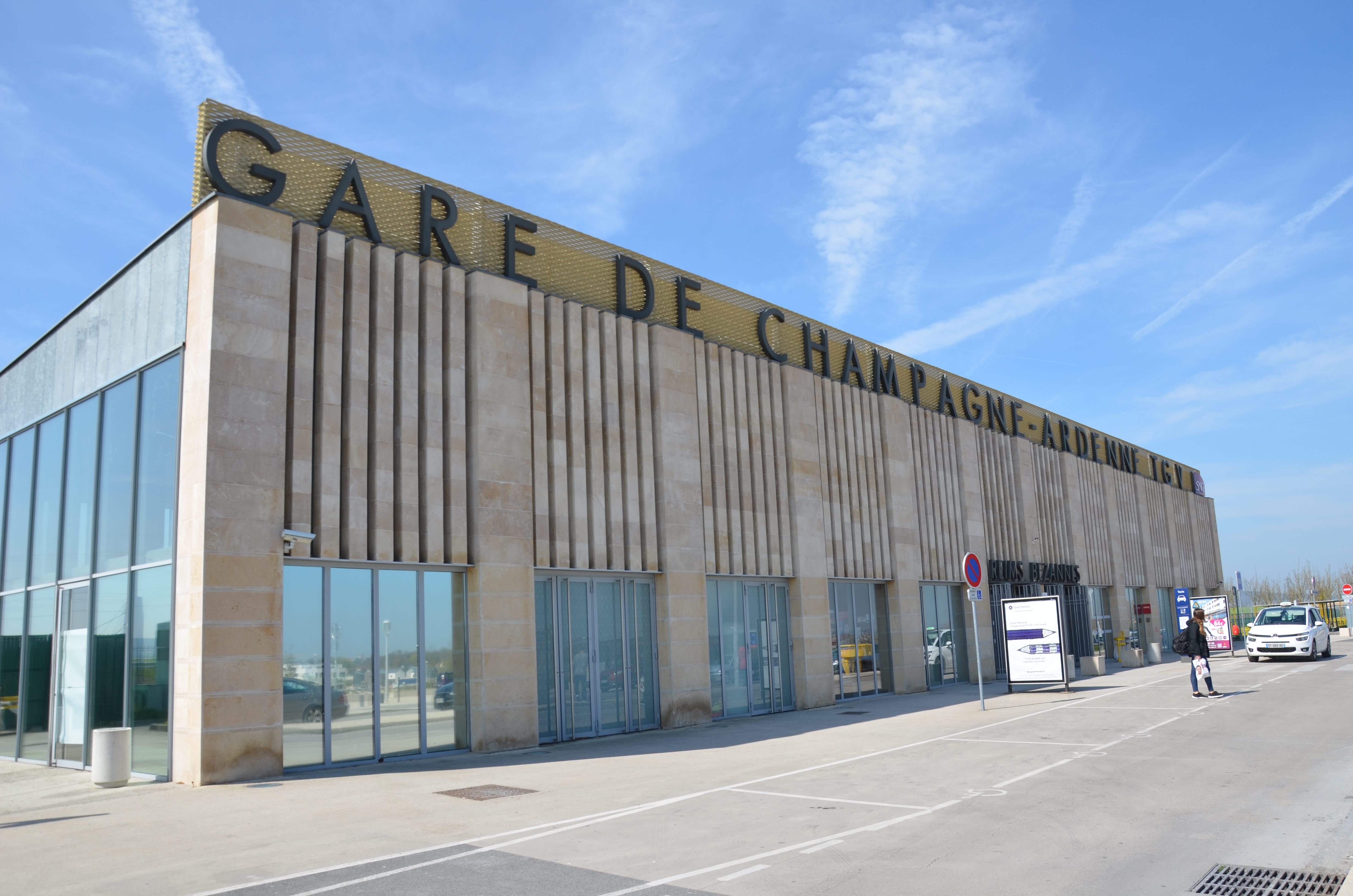
Ingreso a le estación.

La Estación de Champagne-Ardenne TGV (Gare de Champagne-Ardenne TGV en francés) es una estación ferroviaria situada en la LGV Est francesa y que fue abierta al uso comercial el 10 de junio de 2007. Está situada en el término municipal de Bezannes, en cercanías de la ciudad de Reims, en la región de Champaña-Ardenas (Champagne-Ardenne en francés).

## Arquitectura
La estación posee 6 vías y su edificio tiene 700 m² de los cuales 450 son de acceso público. El edificio de viajeros tiene un largo de 50 m y un ancho de 14 m y está construido básicamente en acero y vidrio.
La construcción de la estación es parte integrante del proyecto de la LGV Est. El costo total fue de 10 millones de euros.

## Pasajeros
Aproximadamente 650.000 viajeros utilizan anualmente la estación.

## Accesos y servicios
La estación es fácilmente accesibles gracias a las autopistas francesas A4 y A26 y en un futuro también lo será a través de la circunvalación de Reims. Posee aproximadamente 700 puestos de estacionamiento de vehículos además de comodidades para taxis y autobuses.
Está previsto que a fines de 2010 la estación sea accesibles a través de la primera línea de tranvías de Reims que actualmente se encuentra en construcción.
A la estación también llegan servicios de trenes regionales "TER Champagne-Ardenne" desde/hacia Reims, Charleville-Mézières, Châlons-en-Champagne y Saint-Dizier. 